# Haemaphysalis obtusa
Haemaphysalis obtusa är en fästingart som beskrevs av Wilhelm Dönitz 1910. Haemaphysalis obtusa ingår i släktet Haemaphysalis och familjen hårda fästingar.
Artens utbredningsområde är Madagaskar. Inga underarter finns listade i Catalogue of Life.